# Gelse
Gelse is een plaats (község) en gemeente in het Hongaarse comitaat Zala. Gelse telt 1183 inwoners (2001).

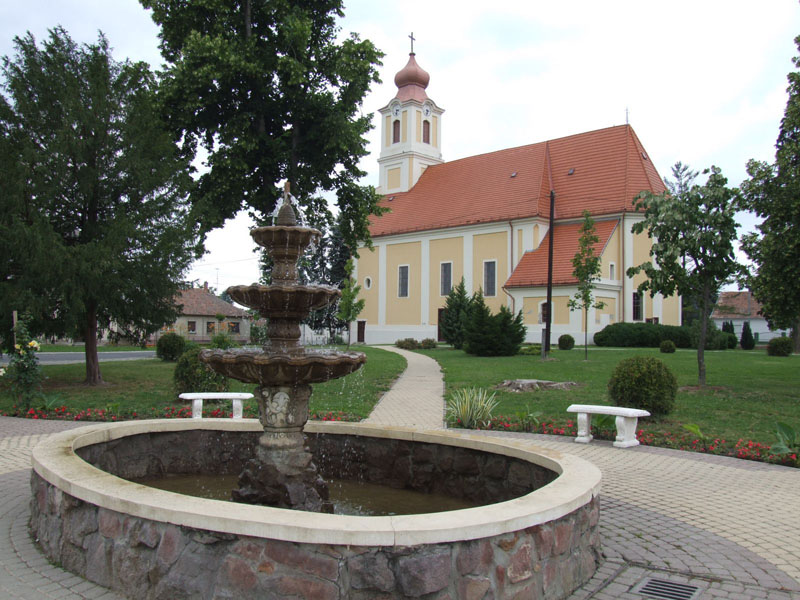
Kerk van Gelse